# Municipio de Tetela de Ocampo

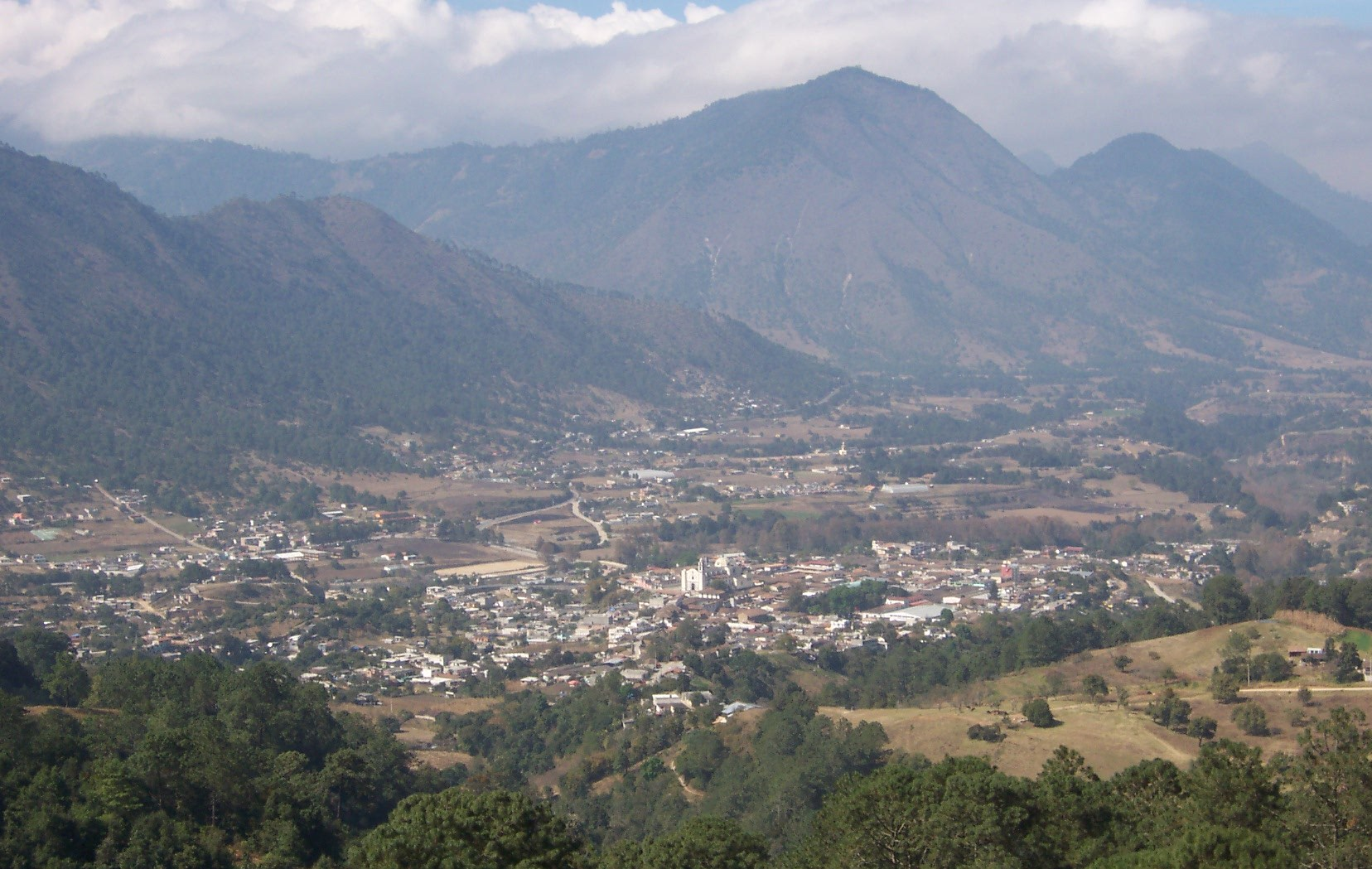
Panorámica de Tetela desde Barranca Fría.

El municipio de Tetela de Ocampo, en su voz náhuatl significa «abundancia de montículos de piedra» o donde hay «teteles» o templos que tienen tesoros enterrados o dónde se hacían sacrificios. Hoy en día su nombre oficial es el de Tres Veces Heroica Tetela de Ocampo, hasta mediados del siglo XIX fue llamada Tetela del Oro por la abundancia de oro en los cerros de este pueblo. Tetela es un municipio mexicano del estado de Puebla. Está ubicada en el corazón de la Sierra Norte del estado, envuelta en una exuberante vegetación, en medio de grandes cerros como el “Zotolo”, “Zoyayo” (“Lugar dónde abundan palmas”), y “Coyoco” (“Lugar dónde abundan coyotes”).

## Localización y extensión
Sus coordenadas geográficas son los paralelos 19º 43' 00" y 19º 57' 06" de latitud norte y los meridianos 97° 38' 42" y 97° 54' 6" de longitud occidental. Sus colindancias son al norte con Cuautempan y Tepetzintla, al sur con Ixtacamaxtitlán, al oeste con Xochiapulco y Zautla, y al Poniente con Aquixtla, Zacatlán e Ixtacamaxtitlán.
Tiene una superficie de 304.89 kilómetros cuadrados lo que lo ubica en el lugar 27.º con respecto a los demás municipios del Estado.
Está a una distancia aproximada de 151 km de la ciudad de Puebla de Zaragoza y a 221 km de la Ciudad de México.

## Datos estadísticos
El municipio cuenta con 25,793 habitantes y 5521 Viviendas (2000).

## Historia

### Fundación y primeros acontecimientos registrados
La fundación data del año de 1219 por cuatro tribus chichimecas que venían por el poniente, adoradores del Huitzilopochtli, que combatían en las “Xochiyaótl”, "Guerras floridas", con Zacatlán y Tlaxcala. Esto fundamentado en la “Relación de Xonotla y Tetela”, documento, manuscrito de 54 planas y con mapas; realizado el 29 de octubre de 1581, y conservado en el “Archivo General de Indias”, de Sevilla, España, con la signatura “Papeles del Archivo General de Simancas”
En 1519, Hernán Cortés fue el primer europeo en cruzar la Sierra Norte de Puebla, llegando a Zautla e Ixtacamaxtitlán, pasando en ese trayecto, por los límites de lo que hoy en día, es el municipio de Tetela. Bernal Díaz del Castillo hace referencia a Ixtacamaxtitlán en su libro "Historia verdadera de la conquista de la Nueva España".
En la población de “La Cañada” se explotaba el “coxcatlteo-cuitlatl” (oro) desde antes de la Conquista de México y durante la época del Virreinato de Nueva España, por lo que se le conocía como “Tetela del Oro”. Fray Andrés de Olmos evangelizó a los tetelenses desde 1528.

### Guerra de Reforma y Segunda Intervención Francesa
Por decreto del H. Congreso del Estado, el 23 de junio de 1861, se le concedió el título de Villa de Tetela de Ocampo, como homenaje al ilustre político liberal Melchor Ocampo, fusilado el 3 de junio de 1861 por el conservador Leonardo Márquez.

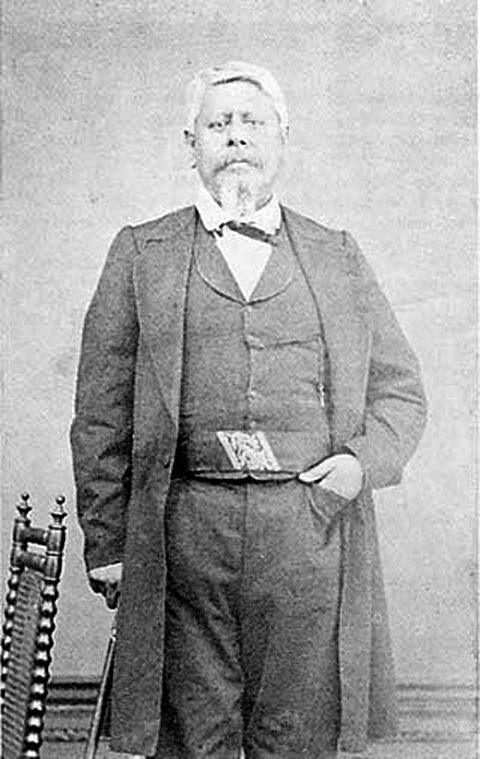
Juan Nepomuceno Méndez.

Durante la Guerra de Reforma y la Segunda intervención francesa en México se organizaron contingentes serranos que lucharon a favor de la República, encabezados por Juan Nepomuceno Méndez, Juan Crisóstomo Bonilla  y Juan Francisco Lucas (Los 3 Juanes de Sierra Norte de Puebla).
En la batalla de Puebla del 5 de mayo de 1862, el 6.º Batallón de la Guardia Nacional del Estado de Puebla, integrado principalmente por soldados tetelenses y xochiapulcas, es mandado por el general Ignacio Zaragoza a colocarse en una trinchera ubicada en el exterior del Fuerte de Guadalupe y es, en consecuencia, la primera línea del Ejército de Oriente en hacer frente a las columnas de zuavos y rechazar su ataque con machete en mano.
En la Batalla del 2 de abril de 1867, las tropas de Tetela y Xochiapulco, al
mando de  Juan Crisóstomo Bonilla, toman por asalto la Catedral de Puebla en
poder de los conservadores, siendo clave su participación para la victoria obtenida.

### Invasión a la Sierra Norte de Puebla
Desde principios de 1865 (enero y febrero), el Cuerpo de Voluntarios de Austria en México, invadió la Sierra Norte de Puebla, teniendo diversos enfrentamientos contra los patriotas serranos y estableciendo después su campamento en Zongozotla, ranchería de predominante población indígena totonaca y que ocuparon de manera pacífica, sin embargo, en un hecho inusitado en la Historia militar de México, el 16 de julio de 1865, se llevó a cabo La Toma de Tetela, cuando la legión austro-húngara, atacó de manera simultánea las poblaciones de Tetela de Ocampo, Xochiapulco y Ahuacatlán (perteneciente a Zacatlán y siendo esta última la única donde fueron derrotados); siendo estas últimas plazas de la Sierra Norte de Puebla, donde aún se lucharía en contra el Imperio de Maximiliano de Habsburgo. 

De estas 3 bases republicanas rebeldes atacadas, sin lugar a duda, Tetela era la más importante, dada su relevancia histórica como bastión militar desde la Guerra de Reforma.

Aproximadamente fueron 8 mil hombres quienes invadieron la sierra de manera sincronizada, la mitad al mando del capitán Tancred De La Salla: (unos 3 mil efectivos entre austriacos húsares y ulanos de caballería, con el apoyo de mil colaboracionistas de Zacapoaxtla y Chignahuapan, arrasaron e incendiaron Tetela, que era defendida tan solo por 400 milicianos del 6.º Batallón de Tetela, al mando del general Juan Nepomuceno Méndez, y por 200 milicianos del barrio de Cauhuíctic, perteneciente a Ixtacamaxtitlán. 

Las columnas imperiales arribaron de manera intensa por diferentes accesos al mismo tiempo: una por San Esteban Cuautempan, otra por el camino de Aquixtla, otra por el mineral de La Cañada y la última por el camino de los barrios de Zitalcuautla, San José y Capuluaque, cercando de esta manera cualquier salida posible. 
La población civil se vio obligada a huir y refugiarse en los cerros Zoyayo, Coyoco y Zotolo, mientras que el conde Franz Graf Thun-Hohenstein, ingresó con su infantería (“Jägers”) y una batería de artillería de campaña, desde Zacapoaxtla hacia Apulco y Huahuaxtla. 

Empezaría entonces una ocupación de 8 meses de la región de la montaña (hasta marzo de 1866), mientras que el ejército francés no se movió de sus bases en Zacapoaxtla, por el oriente y Chignahuapan por el poniente, dejando a los austriacos y colaboracionistas conservadores mexicanos la tarea de sofocar la Guerra de guerrillas en la serranía.
Cabe destacar que en la Batalla del 2 de abril de 1867, las tropas de Tetela y Xochiapulco, al mando de Juan Crisóstomo Bonilla, tomaron por asalto la Catedral de Puebla en poder de los conservadores, siendo clave su participación para la victoria obtenida, y que llevó a la expulsión de los imperialistas de Puebla, los que huyerob hacia la Ciudad de México, para luego refugiarse con Maximiliano de Habsburgo en la ciudad de Querétaro, donde los imperialistas francos y mexicanos fueron derrotados finalmente.

### Previo al Porfiriato
El 22 de diciembre de 1871 en el marco de la rebelión del Plan de La Noria, Porfirio Díaz con su maltrecha fuerza, llega a Tetela, para reabastecerse, ya que Los tres Juanes de la sierra Norte, estaban sublevados a favor de su causa. Ese mismo día, nombra a Juan Nepomuceno Méndez, como su comandante en jefe de la línea de operaciones en la Sierra Norte de Puebla y Tlaxcala y se entera ahí mismo de la desastrosa derrota de sus tropas oaxaqueñas en San Mateo Yoloxochitlán, por lo que decide regresar inmediatamente a Oaxaca, yendo de Tetela a San Andrés Chalchicomula, y luego a Tehuacán y Cuicatlán.
En 1876 los tetelenses se adhieren al Plan de Tuxtepec, participando de manera militarmente activa.

### Revolución Mexicana
El 1 de febrero de 1913, Agustín del Pozo candidato perdedor del Partido Independiente en las elecciones para gobernador, encabeza una rebelión que desconoce a Juan Bautista Carrasco como ganador de la contienda al gobierno de la entidad y declara como capital del estado de Puebla a Tetela de Ocampo y se auto proclama gobernador. Es desconocido por el gobierno nacional maderista.
El 17 de mayo de 1920 al mediodía, el presidente Venustiano Carranza, llega a Tetela, proveniente de sus escalas en Ixtacamaxtitlán y Zitlalcuautla (donde se hospedó en casa de Luis Tapia Nava). En Tetela se asea y toma alimentos, esperando la aparición del general Gabriel Barrios Cabrera (cacique regional de quién esperaba obtener apoyo militar, pero que nunca llegó, pues ya había pactado en su contra). Caminó hacia la plaza principal acompañado de los generales Juan Barragán, Francisco Murguía y Francisco L. Urquizo, de su Estado Mayor. Luego les pidió que fueran a buscar alimento para la caballada.
Cuando regresaron sus acompañantes, caminaron por el centro y entraron a una tienda mientras la gente del pueblo se arremolinaba para mirar a la comitiva. Luis Cabrera Lobato, en su obra “La herencia de Carranza” describe: “En las afueras de la oficina de Recaudación de Rentas en Tetela alguien le presta una silla al señor Carranza”. Algunos hombres fueron a hospedarse en la posada de Barrientos; otros tomaron un baño en un temazcal; mientras tanto don Venustiano indultó a algunos presos que se lo solicitaron. De pronto, por teléfono se reciben las noticias de que Jesús Guajardo llega por la retaguardia y todos salen precipitadamente con rumbo a Cuautempan, donde llega a pernoctar a días antes de su trágica muerte en Tlaxcalantongo.

### Finales delsigloXX
El 6 de octubre de 1999, un fuerte temporal que azotó la sierra, provocó fuertes inundaciones, desborde de los principales ríos y deslave de cerros, que causaron muchas muertes y desaparecidos, así como cambios en la topografía de la región.

### Época contemporáneasigloXXI
El 8 de abril de 2020 el Congreso del Estado de Puebla decreta otorgar al municipio el título de "Tres Veces Heroica" por 3 hechos históricos en los que los habitantes de Tetela participaron de manera destacada en defensa de la patria: "La Toma de Tetela" del 16 de julio de 1865 y la "La Batalla de Zontecomapan" del 20 de octubre de 1865, además de la participación heroica de los tetelenses (descalzos, y armados solamente con machetes y cuchillos) en la Batalla de Puebla del 5 de mayo de 1862, siendo los primeros mexicanos en enfrentar a los franceses.

## Geografía
El municipio se ubica dentro de la Sierra Norte de Puebla, que está constituida por cerros, conjuntos montañosos y valles ínter montañas que determinan constantemente ascensos y descensos en altiplanicies que aparecen frecuentemente escalonadas hacia la costa.
La sierra que se levanta al sureste, al oriente del río Zitlalcuautla, tiene 7 kilómetros de recorrido, se inicia al norte del poblado de Las Canoas y terminan en el cerro Loma Larga ("Hueyloma"), en Capuluaque, alcanzando 2,800 metros de altura sobre el nivel del valle.
La sierra que se levanta al centro-sur, entre los ríos Papaloateno y Zitlalcuautla; se inicia al norte de Atzomiatla y termina al sur de Tetela, destacando los cerros Coyoco, Texcalo y Zuapila, que alcanzan los 2,800 metros sobre el nivel del mar.
La sierra que recorre el suroeste y se bifurca en tres sierras pequeñas, al oeste del río Papaloateno; en ella destacan los cerros Nanahuatzin, Quimisuchio y La Soledad.
La sierra se alza entre el río Xaltatempa y el Zempoala, cruzando el noreste, en ella destacan los cerros Tepitz y Zoyayo.
La sierra que recorre el extremo noroeste entre los ríos Xaltatempa y la barranca Agua Fría, destacando los cerros Texis, Cacalotepec y Moxanaco.
El complejo montañoso que se levanta al centro-oeste, que culmina en el cerro Ometepetl.
Por último, la larga sierra de más de 15 kilómetros, que se alza al noroeste, entre el río Cuxateno y Zitlalcuautla; en ella los cerros Zotolo y Polocojco. Los ríos Ayautoloni, Raxicoya y Zempoala han labrado algunos valles ínter montañosos, en ocasiones anchos, que se localizan al centro del municipio, van de sur a norte, en estos valles se concentra la mayor parte de la población del municipio, así como sus vías de comunicación, pues son la única zona con topografía más o menos plana. También los ríos Zitlalcuatla y Xaltatempan han labrado valles, pero más bien estrechos. La altura del municipio oscila entre 1,500 y 3,00 metros sobre el nivel del mar.
| Noroeste: Tepetzintla Zacatlán   | Norte: Cuautempan Huitzilan de Serdán | Nordeste: Xochitlán de Vicente Suárez |
| Oeste: Aquixtla                  |                                       | Este: Xochiapulco                     |
| Suroeste: Aquixtla Ixcamaxtitlán | Sur: Ixcamaxtitlán                    | Sureste: Zautla                       |

## Clima
El municipio se ubica dentro de la zona de climas templados de la Sierra Norte; conforme se avanza de sur a norte, se incrementa la humedad, identificándose los siguientes climas:
Clima templado subhúmedo con lluvias en verano; temperatura media anual entre 12 y 18 °C; precipitación del mes más seco menor de 40 milímetros; por ciento de precipitación invernal con respecto a la anual menor de 5. Cubre una amplia franja del centro.
Clima templado húmedo con lluvias todo el año; temperatura media anual entre 12 y 18 °C; temperatura del mes más frío entre -3 y 18 °C; precipitación del mes más seco mayor de 40 milímetros; por ciento de precipitación de lluvia invernal con respecto a la anual, menor de 18. Se presenta al extremo noroeste.
Clima semicálido subhúmedo con lluvias todo el año; temperatura media anual mayor de 18 °C;  temperatura del mes más frío entre -3 y 18 °C; precipitación del mes más seco mayor de 40 milímetros; por ciento de la lluvia invernal con respecto a la anual, menor de 18. Se presenta en el extremo noroeste del municipio.

## Educación
Preescolar con 38 escuelas.
Primaria con 53 escuelas.
Secundaria con 14 escuelas.
Nivel Medio superior se tienen 4 planteles.
2 Campus de Nivel Profesional Superior.
1 Academia Comercial.
Existen además escuelas que imparten educación bilingüe.

## Economía
La actividad económica del municipio por sector, de acuerdo al INEGI, se distribuye de la siguiente forma:
Sector Primario-74.8 %  (Agricultura, ganadería) 
Sector Secundario-9.5 %  (Minería, extracción de petróleo y gas, industria manufacturera, electricidad, agua y construcción).
Sector Terciario-13.9 %  (Comercio, transporte y comunicaciones, servicios financieros,
de administración pública y defensa, comunales y sociales, profesionales y técnicos, restaurantes, hoteles, personales de mantenimiento y otros).

## Cultura y festividades
Existen grupos étnicos de origen náhuatl, que aún practican su lengua y tradiciones.
En las festividades de Día de Muertos, la cabecera municipal se llena de colorido, ya los habitantes de las localidades aledañas, bajan a realizar sus compras para poner extensas ofrendas en recuerdo a sus difuntos. El 5 de mayo se conmemora con un vistoso desfile, juegos mecánicos, actividades deportivas, bailes y danzas.
La fiesta patronal es el 15 de agosto, durante la cual se realiza la feria de durazno.
En Semana Santa se realiza el tradicional vía crucis, con la participación de los mismos habitantes, con una procesión por las principales calles del centro.

### Templos y monumentos históricos
La iglesia dedicada a la Virgen de la Asunción patrona del pueblo, el Palacio Municipal(construido pensando en que fuera sede de poderes estatales de un nuevo estado llamado Zempoala el cual fue propuesto por el entonces presidente interino Juan N. Méndez), y los puentes de acceso al municipio datan del siglo XVI. En el zócalo se encuentra la estatua del licenciado Benito Juárez, los monumentos a los 3 Juanes, al soldado tetelense y el hemiciclo en conmemoración a la batalla del 5 de mayo.

### Museos
En la comunidad de Benito Juárez, se encuentra el museo y galería de arte "Tlapalcalli", que significa Casa de las Pinturas, donde se puede observar y disfrutar de diversas muestras creativas del pintor Rafael Bonilla Cortés, de otros artistas de la Sierra Norte de Puebla y de nuevos creadores de artes visuales.
En un anexo municipal se encuentra la Casa de Cultura y el Museo (Los 3 Juanes de Sierra Norte de Puebla) que exhibe piezas arqueológicas prehispánicas, documentos, armas, banderas e imágenes del 6.º Batallón de la Guardia Nacional y otros personajes ilustres de Tetela, así como de objetos usados en la explotación mineral.

### Gastronomía
Alimentos: se elabora la salsa serrana con huevo y salsa de chile serrano; mole poblano, escamoles, tizmole, gusanos de maguey, tlacoyo, o itacate de alverjón, quesadillas, chalupas y el famoso "chileatole".
Dulces: Higos cristalizados y calabaza o chilacayote cocidos con piloncillo. Vinos: Entre los vinos que podemos degustar encontramos el de manzana, mora, ciruela, durazno, chapulín y nuez, que son exquisitos; sin embargo, mención aparte merecen el de huiquiño, el toro con toro y el "Juan Francisco", hechos a base de raíces que se deben tomar con precaución.

## Atracciones turísticas
El paisaje y la vegetación de Tetela de Ocampo, proporcionan el marco ideal para realizar actividades de ecoturismo, deporte de aventura y deporte extremo.
Es posible practicar la escalada y el rapel en el cerro de los Frailes y los cañones del camino a Cuautempan.
En el camino a la "Lagunilla" pasando la comunidad de Xaltatempa de Lucas, se ecuentran las "Cascadas Aconco"
En Carreragco podrá admirar hermosas caídas de agua y grutas con singulares formaciones rocosas dignas de admirarse. Las Grutas de Carreragco, se encuentran a una hora de camino por carretera rumbo a Zacapoaxtla.
Desde la cima del cerro del Zotolo se puede apreciar una vista panorámica de la región.
En Carreragco podrá admirar hermosas caídas de agua y grutas con singulares formaciones rocosas dignas de admirarse. Las Grutas de Carreragco, se encuentran a una hora de camino por carretera rumbo a Zacapoaxtla.
En los límites municipales de Tetela de Ocampo y Zautla, pasando Capuluaque, "Alvarezco" y Guadalupe Pichonco, aún existen unas trincheras y puesto de vigilancia en la cima de un cerro que usaban los guerrilleros serranos para prevenir ataques de la legión austro-húngara. Desde ahí se dominan los valles serranos.
En Tlaxcantla, se puede visitar las ruinas de la Hacienda, donde vivió el "Patriarca de la Sierra" Juan Francisco Lucas. Cerca de ahí, está el puente de Zompanteco construido sobre el río Apulco.
Sobre la población de Ometepetl hay un camino de terracería que sube hasta el lugar llamado Tzontecomapan donde el 20 de octubre de 1865 los guerrilleros serranos derrotaron a una columna de la legión austro-húngara.